# Axiom Mission 3
Axiom Mission 3 (Ax-3) è la terza missione spaziale organizzata da Axiom Space verso la Stazione spaziale internazionale che utilizza la Crew Dragon Freedom fornita da SpaceX come veicolo.  Il volo, la cui durata prevista è di 14 giorni, era stato pianificato per il 17 gennaio 2024, ma è stato rimandato ed effettuato il giorno seguente, il 18 gennaio. Il costo stimato per passeggero è di 55 milioni di dollari.

## Equipaggio
L'equipaggio era composto dal comandante di Axiom Michael López-Alegría, veterano di cinque missioni spaziali, sia alla NASA sia a Axiom. Il ruolo di pilota è stato ricoperto dall'astronauta italiano Walter Villadei che nel giugno 2023 partecipò alla missione suborbitale di Virgin Galactic Galactic 01. Gli specialisti di missione erano l'astronauta turco Alper Gezeravci dell'Agenzia spaziale turca e l'astronauta svedese Marcus Wandt dell'Agenzia spaziale svedese/Agenzia spaziale europea.
| Ruolo                     | Equipaggio                                      | Equipaggio                                      |
| ------------------------- | ----------------------------------------------- | ----------------------------------------------- |
| Comandante                | / Michael López-Alegría, Axiom Space Sesto volo | / Michael López-Alegría, Axiom Space Sesto volo |
| Pilota                    | Walter Villadei, AM Primo volo                  | Walter Villadei, AM Primo volo                  |
| Specialista di missione 1 | Alper Gezeravci, TUA Primo volo                 | Alper Gezeravci, TUA Primo volo                 |
| Specialista di missione 2 | Marcus Wandt, SNSA/ESA Primo volo               | Marcus Wandt, SNSA/ESA Primo volo               |